# Aspergillus flaschentraegeri
Aspergillus flaschentraegeri är en svampart som beskrevs av Stolk 1964. Aspergillus flaschentraegeri ingår i släktet Aspergillus och familjen Trichocomaceae.   Inga underarter finns listade i Catalogue of Life.